# Figli di origine oscura
Figli di origine oscura è il primo album studio dei Les Anarchistes, pubblicato nel 2002 per l'etichetta Storie di note.

## Stile
Il disco non propone solo una semplice serie di cover di canti anarchici e popolari di ogni sorta, ma li rielabora con un nuovo suono distaccato dai tradizionali canti italiani. Non ci sono solo grida di rabbia, ma un mix di suoni elettronici, jazz, folk e classic rock.
Con questo disco la band ha vinto nel 2002 il Premio Ciampi per il miglior debutto discografico.

## Tracce
1. Tammuriata delle mondine
2. Sante Caserio
3. Il galeone
4. Battan l'otto
5. The mask of anarchy
6. Les Anarchistes (Léo Ferré)
7. Tu non dici mai niente (Léo Ferré)
8. Il tuo stile (Léo Ferré)
9. Dai monti di Carrara
10. Un dì discenderemo
11. O Gorizia tu sei maledetta
12. Un bolero per Goliardo